# المتمردة (فلم)
المتمردة (بالفرنسية: Insoumise) هو فيلم بلجيكي-مغربي من إخراج جواد غالب سنة 2015، وبطولة كل من صوفيا مانوشا، وبنيامين رامون، وهاند كودجا، ونادج ويداوكو، وآخرون.
يُسلِّط الفيلم الضوء على الإهانة المتواصلة، وظروف الحياة القاسية التي يعيشها عمال المزارع الذين اضطروا للهجرة من بلادهم، بسبب البطالة والملاحقات الأمنية.

## القصة
يروي الفيلم قصة فتاة مغربية اسمها «ليلى» حاصلة على شهادة في المعلوميات، وقاست الأمرين من ظاهرة البطالة التي يعاني منها معظم الشباب المغربي، ما أدى بها إلى اتخاذ قرار السفر خارج المغرب من أجل العمل في الحقول الفلاحية وجني المنتجات في بلجيكا.
لكن بطلة الفيلم تصطدم بالواقع المرّ الذي يعيشه المهاجرون المغاربة، الذين يعملون في هذا المجال، ما يدفعها إلى اتخاذ قرار الدفاع عن حقوقهم، وذلك بالتمرد على الواقع والوضعية الصعبة التي يعيشونها.

## روابط خارجية
- مقالات تستعمل روابط فنية بلا صلة مع ويكي بيانات
- الفيلم على موقع allocine
- الفيلم على موقع africultures